# Brenscheid (Halver)
Brenscheid  ist eine Hofschaft in Halver im Märkischen Kreis im nordrhein-westfälischen Regierungsbezirk Arnsberg in Deutschland.

## Lage und Beschreibung
Brenscheid liegt nordwestlich des Halveraner Hauptortes auf 384 über Normalhöhennull östlich des Tals der Ennepe. Der Ort ist über Nebenstraßen erreichbar, die von der Bundesstraße 229 oder der Landesstraße 528 abzweigen und weitere Ortschaften anbinden. Nachbarorte sind Nordeln, Nordeler Schleifkotten, Becke, Lingensiepen, Auf den Kuhlen, Eversberge, Beiserohl und Beisen. Östlich liegt der 401 m ü. NHN hohe Brenscheider Berg.

## Geschichte
Brenscheid wurde erstmals in den Jahren 900 und 1050 urkundlich erwähnt, die Entstehungszeit der Siedlung wird aber für den Zeitraum zwischen 693 und 750 während der sächsisch-fränkischen Grenzauseinandersetzungen vermutet.
1818 lebten neun Einwohner im Ort. 1838 gehörte Brenscheid der Eickhöfer Bauerschaft innerhalb der Bürgermeisterei Halver an. Der laut der Ortschafts- und Entfernungs-Tabelle des Regierungs-Bezirks Arnsberg als Hof bezeichnete Ort besaß zu dieser Zeit drei Wohnhäuser und zwei landwirtschaftliche Gebäude. Zu dieser Zeit lebten 32 Einwohner im Ort, allesamt evangelischen Glaubens.
Das Gemeindelexikon für die Provinz Westfalen von 1887 gibt eine Zahl von 38 Einwohnern an, die in vier Wohnhäuser lebten.

## Wanderwege
Der Ortsrundwanderweg A6 durchquert den Ort.